# مارتین ماکیک
مارتین ماکیک (۲۳ آوریل ۱۹۸۹ در بنشوف) یک راننده کامیون در مسابقات جهانی رالی راید اهل جمهوری چک است. ماکیک یکی از شرکت کنندگان مکرر رالی داکار بوده است. او برنده مسابقات رالی داکار ۲۰۲۴ و رالی داکار ۲۰۲۵ در کلاس کامیون‌ها است.

## نتایج رالی داکار
| سال    | کلاس   | وسیله نقلیه                   | رده    | برد مراحل |
| ------ | ------ | ----------------------------- | ------ | --------- |
| ۲۰۱۳ * | کامیون | مسابقات اتومبیل‌رانی LIberecky | ۱۸     | 0         |
| ۲۰۱۴ * | کامیون | مسابقات اتومبیل‌رانی LIberecky | سیزدهم | 0         |
| ۲۰۱۵   | کامیون | مسابقات اتومبیل‌رانی LIberecky | DNF    | 0         |
| ۲۰۱۶   | کامیون | مسابقات اتومبیل‌رانی LIberecky | ۱۹     | 0         |
| ۲۰۱۷   | کامیون | مسابقات اتومبیل‌رانی LIberecky | ۱۰     | 0         |
| ۲۰۱۸   | کامیون | مسابقات اتومبیل‌رانی LIberecky | ۵      | 0         |
| ۲۰۱۹   | کامیون | مسابقات اتومبیل‌رانی LIberecky | ۱۸     | 0         |
| ۲۰۲۰   | کامیون | ایوکو                         | ۵      | 0         |
| ۲۰۲۱   | کامیون | ایوکو                         | ۴      | 3         |
| ۲۰۲۲   | کامیون | ایوکو                         | هفتم   | 0         |
| ۲۰۲۳   | کامیون | ایوکو                         | ۲      | 5         |
| ۲۰۲۴   | کامیون | ایوکو                         | ۱      | 3         |
| ۲۰۲۵   | کامیون | ایوکو                         | ۱      | 5         |